# Líšnice (Nyugat-prágai járás)
Líšnice település Csehországban, Nyugat-prágai járásban. Líšnice Hvozdnice, Mníšek pod Brdy, Čisovice, Davle, Černolice, Klínec, Řitka és Jíloviště településekkel határos. Lakosainak száma 797 fő (2024. január 1.).

## Népesség
A település lakosságának változását az alábbi diagram mutatja:
| Lakosok száma | 487  | 490  | 393  | 306  | 319  | 347  | 704  | 745  | 787  | 797  |
|               | 1869 | 1890 | 1921 | 1950 | 1980 | 2001 | 2017 | 2019 | 2022 | 2024 |